# Santisouk Inthavong
Santisouk Inthavong (* 2. September 1999 in Vientiane) ist ein laotischer Schwimmer.

## Karriere
Inthavong nahm erstmals 2015 im Rahmen der Weltmeisterschaften in Kasan an internationalen Schwimmwettkämpfen teil. Ein Jahr später folgte die Teilnahme an den Olympischen Spielen in Rio de Janeiro. Dort platzierte er sich über 50 m Freistil auf Rang 69. 2017 nahm er ein zweites Mal an Weltmeisterschaften teil. 2018 startete der Laote zunächst im Sommer über 50 m Freistil und 50 m Rücken bei den Asienspielen in Jakarta, Ende des Jahres über die gleichen Distanzen bei den Kurzbahnweltmeisterschaften in Hangzhou. Auch 2019 nahm er an den gleichen Wettbewerben bei den Weltmeisterschaften in Gwangju und den Südostasienspielen in Manila teil. Bei letzteren verfehlte er über 50 m Rücken als Neunter knapp das Finale. 2021 war Inthavong ein zweites Mal Teilnehmer bei Olympischen Spielen. In Tokio war er einer der beiden Fahnenträger der laotischen Mannschaft und erreichte über 50 m Freistil Rang 59.